# NGC 4753
NGC 4753 é uma galáxia lenticular (S0) localizada na direcção da constelação de Virgo. Possui uma declinação de -01° 12' 00" e uma ascensão recta de 12 horas, 52 minutos e 22,1 segundos.
A galáxia NGC 4753 foi descoberta em 22 de Fevereiro de 1784 por William Herschel.